# Església de fusta de Grip

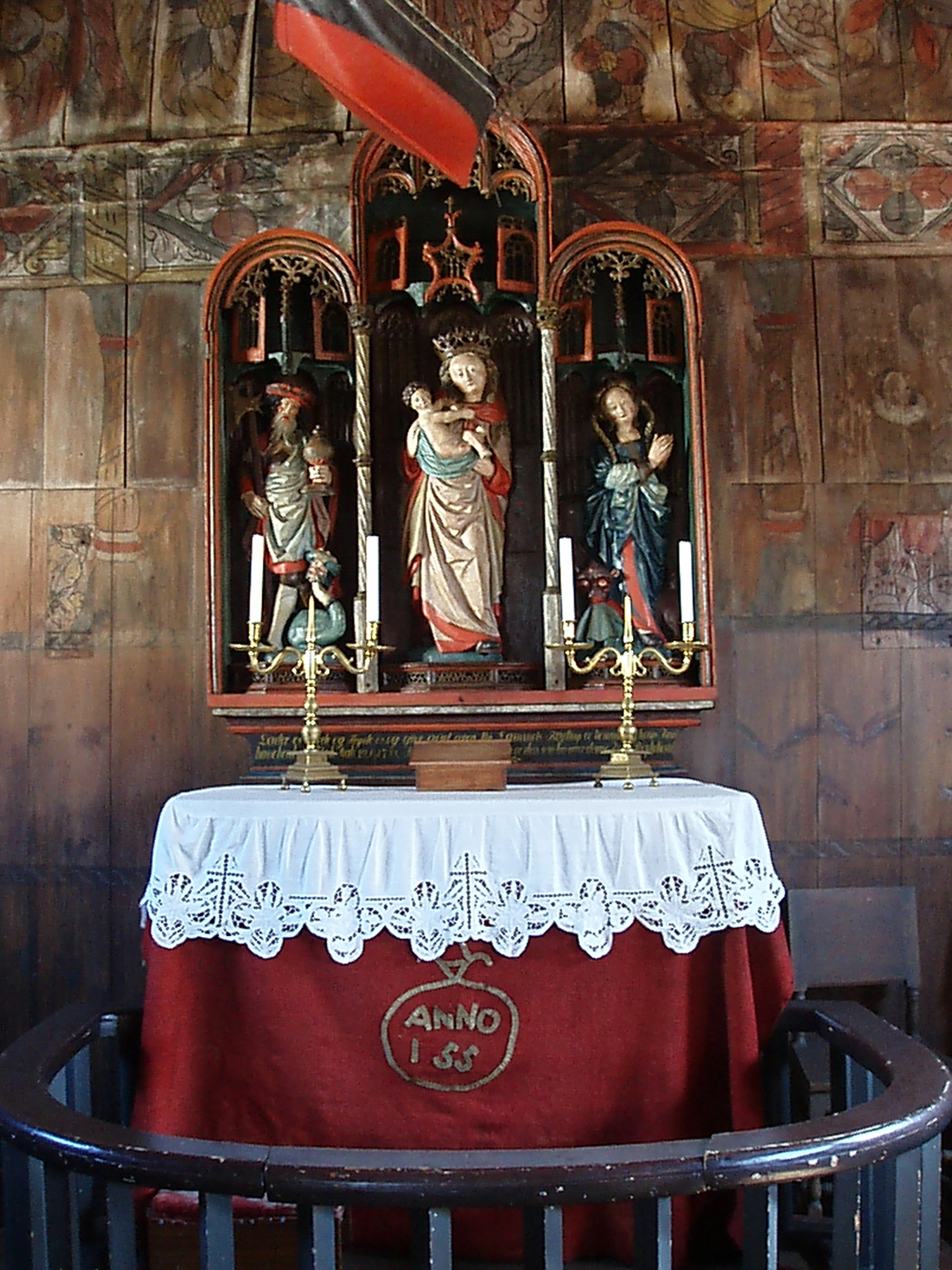
L'altar.

L'església de fusta de Grip és una stavkirke de tipus A de la segona meitat del segle xv que se situa a l'illa de Grip, en el municipi de Kristiansund, Noruega.
Encara conserva la seva essència medieval, malgrat haver estat sotmesa a reparacions de moltes de les seves parts. Mesura 6,5 m d'ample per 12 m de llarg, i la seva altura al campanar és de prop de 6 m.
La nau i el cor tenen la mateixa amplària, per la qual cosa, des de l'exterior, no es diferencien. Al costat oest de la nau s'aixeca, sobre el sostre de dues aigües, un campanar central. S'accedeix al temple a través d'un petit porxo en el sud-oest. L'any 1621 els murs del cor van ser canviats i els nous van ser pintats. A la dècada dels anys 1870 es van col·locar finestres —totalment absents a l'església medieval— i els murs interiors i exteriors van ser recoberts i pintats de blanc.
L'any 1933 es va iniciar una restauració a fons. L'església va ser completament remoguda i col·locada en uns nous fonaments. L'exterior de les parets va ser recobert amb fustes i brea. Es suggereix que l'església va quedar conclosa amb el seu aspecte actual al segle xvii. Conté un altar medieval, probablement d'origen holandès, presumptament un obsequi d'Isabel d'Àustria, reina consort de Noruega. Les talles del retaule, de gran qualitat, representen a la Mare de Déu, i als seus flancs Sant Olaf i Santa Margarida d'Antioquia.